# Friedrich Eck (Politiker)
Friedrich Lui Eck (* 23. September 1869 in Langewiesen; † 16. Mai 1931 in Jena) war ein deutscher Porzellanarbeiter und Politiker (SPD, USPD).

## Leben
Eck war der Sohn des Farbenmachers Johann Ludwig Eck und dessen Ehefrau Johanna Sophie Elisa geborene König. Er war evangelisch-lutherischer Konfession und heiratete am 23. Oktober 1889 in Langewiesen Marie Christiane Friederike Wilhelmine Elisabeth Rausch (* 1. Oktober 1870 in Langewiesen; † 30. November 1854 ebenda), die Tochter eines Drechslers.
Eck lebte als Porzellanmaler in Langewiesen. 1891 wurde er Mitglied im Porzellanarbeiterverband in Langewiesen und 1896 der Verwaltung des Ortsvereins. Er wurde Mitglied der SPD und schloss sich 1917 der USPD an. In der Novemberrevolution war er einer der Vorsitzenden des Sondershäuser Arbeiter- und Soldatenrats. Vom 24. Februar 1919 bis zu 31. März 1923 gehörte er dem Landtage des Freistaates Schwarzburg-Sondershausen und später der Gebietsvertretung Schwarzburg-Sondershausen an. Vom 1. April 1919 bis zum 30. Juni 1921 war er nichtbeamtetes Mitglied des Ministeriums des Freistaates Schwarzburg-Sondershausen.
Die Friedrich-Eck-Straße in Langewiesen ist nach ihm benannt. Anlässlich seiner 25-jährigen Zugehörigkeit zum Stadtrat erhielt er am 2. November 1928 die Ehrenbürgerschaft von Langewiesen.